# كورت باكيبرغ
كورت باكيبرغ (1894-1966) (بالإنجليزية: Curt Backeberg)‏ هو عالم نبات ألماني.